# 佐藤友生
佐藤友生（日语：佐藤友生）（2月25日—）是日本漫畫家。福岡縣北九州市出身。血型O型。

## 經歷
2001年在《Magazine Fresh》（講談社）以《淘汰-The Death》出道。2006年得到第66回新人漫畫賞入選。2007年開始在《週刊少年Magazine》連載《妖怪醫生》。

## 作品列表
- 淘汰-The Death
- 妖怪醫生（週刊少年Magazine→Magazine Special、連載中）
- 偵探犬夏多克,原作:安童夕馬(1～7卷,已完結)
- 朋友遊戲,原作:山口尊（連載中)

## 師父
- 惠廣史

## 外部連結
- （日語）佐藤友生老師面談／2007年10月號